# Fékfolyadék
A korszerű hidraulikus fékberendezésekben a főfékhengerben előállított nyomás közvetítésére a féknyergek és a fékmunkahengerek felé szintetikus fékfolyadékokat alkalmaznak. A fékfolyadék állapota ezért az egész fékberendezés működését meghatározza.

## A fékfolyadékok osztályozása
Amikor fékfolyadékokról beszélünk, a „fékolaj” megnevezés megtévesztő, mert a legcsekélyebb motorolaj szennyeződés is tönkreteheti a fékberendezés gumialkatrészeit.
A fékfolyadékok minőségét a következő fizikai és kémiai tulajdonságokkal tudjuk leírni. 
Forráspont, vegyi semlegesség, vízzel való összeférhetőség, gumiduzzadás, egymással való keverhetőség és kenési képesség. Ezeknek a tulajdonságoknak szigorú határértékei vannak, ettől eltérni nem lehet. A fékfolyadékkal szemben támasztott követelményeket a SAEJ 1703 szabvány foglalja össze. A szakmában azonban nem a SAEJ besorolásai terjedtek el, hanem az amerikai közlekedési minisztérium által meghatározott DOT szabványok. A DOT alapvetően két nagy csoportba sorolja a fékfolyadékokat. A glikolbázisúakat DOT 3 és DOT 4 számokkal jelöli, szilikonbázisúakat pedig DOT 5-tel. A legmodernebb fékfolyadékok a DOT 5.1-esek, ezek polietilén-glikol bázisúak. 
A különböző DOT-osztályú fékfolyadékokat nem szabad egymásra önteni, összekeverni.

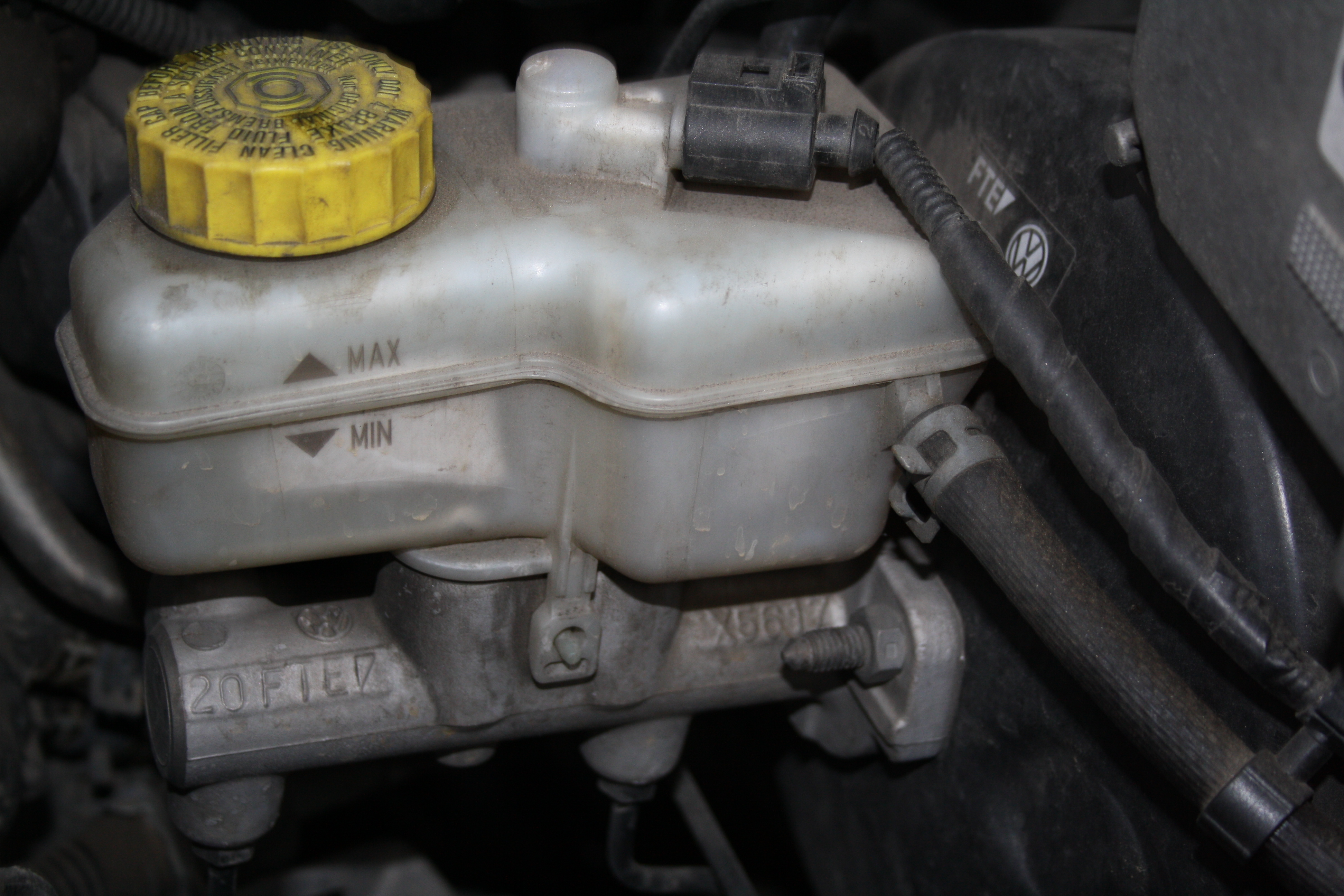
Fékfolyadéktartály (fent) és főfékhenger (alul) egy Škoda Fabia I-ben

A fékfolyadékok gyakorlatban történő alkalmazása jármű-, illetve fékspecifikusan történik, a jármű- vagy a fékrendszer-gyártó előírásainak megfelelően.
A glikolbázisú fékfolyadékok higroszkopikusak, és már a környezeti levegővel érintkezve is egyre több vízzel telítődnek. E tulajdonság károsan befolyásolja a fékfolyadékok forráspontját. Valamint ez a fékfolyadékba keveredett víz, amely 0 °C-on megfagyhat, 100 °C-on pedig felforrhat, nem képes elkülönülni, így a legcsekélyebb víztartalomnál is lecsökken a fékfolyadék forráspontja.

## A fékfolyadék cseréje
A fent leírt vízmegkötő tulajdonság miatt a fékfolyadékot biztonsági szempontból évente, de legalább 2 év után a kilométerfutástól függetlenül cserélni kell – ebben a gépkocsi gyártójának az előírása az irányadó.